# Frédéric Brillant
Pour les articles homonymes, voir Brillant.
Frédéric Brillant est un footballeur français né le 26 juin 1985. Il joue au poste de défenseur avant de devenir entra$îneur. 

## Biographie
À l'issue de sa formation à Sedan, Frédéric Brillant ne signe pas de contrat professionnel avec son club. Après avoir refusé quelques offres en National, il abandonne le football, reprend ses études et effectue divers emplois. Il renoue avec le football dans le club amateur de Bertrix en quatrième division belge, tout en travaillant comme commercial pour les magasins Intersport. Il passe professionnel à 26 ans en rejoignant le KV Ostende en deuxième division puis celle du Beerschot en première division. Après la faillite du Beerschot, Frédéric retourne à Ostende pour trois saisons désormais en première division. Durant la première moitié de la saison 2015-2016, il perd sa place de titulaire au profit de David Rozehnal.
Lors d'un match contre Anderlecht, il est supervisé par le club de New York City qui évolue MLS et début 2016, il rejoint la franchise new-yorkaise entrainée par Patrick Vieira directement lors du stage de pré-saison en Floride, quelques jours seulement avant la reprise du championnat contre le Chicago Fire. Après deux saisons pleines dans la métropole américaine au côté de vedettes comme Frank Lampard, Andrea Pirlo ou David Villa, il est libéré par son club et s'engage à D.C. United dans lequel évolue durant la saison 2018 Wayne Rooney.
Son contrat n'étant pas renouvelé à l'issue de la saison 2021, Brillant annonce sa retraite en tant que joueur le 11 janvier 2022 et rejoint Loudoun United, l'équipe réserve de D.C. United en tant qu'entraîneur adjoint.

## Statistiques
| Saison                | Club                  | Championnat           | Championnat | Championnat | Coupe(s) nationale(s) | Coupe(s) nationale(s) | Séries | Séries | Total | Total |
| Saison                | Club                  | Division              | M.          | B.          | M.                    | B.                    | M.     | B.     | M.    | B.    |
| 2010-2011             | RE Bertrix            | Division III          | 30          | 3           | 1                     | 0                     | -      | -      | 31    | 3     |
| 2011-2012             | KV Ostende            | Division 2            | 33          | 6           | 3                     | 0                     | 5      | 0      | 41    | 6     |
| 2012-2013             | Beerschot AC          | Jupiler Pro League    | 28          | 1           | 1                     | 0                     | 3      | 0      | 32    | 1     |
| 2013-2014             | KV Ostende            | Jupiler Pro League    | 29          | 2           | 6                     | 0                     | 5      | 1      | 40    | 3     |
| 2014-2015             | KV Ostende            | Jupiler Pro League    | 28          | 2           | 2                     | 1                     | 6      | 1      | 36    | 4     |
| 2015-2016             | KV Ostende            | Jupiler Pro League    | 11          | 0           | 1                     | 0                     | -      | -      | 12    | 0     |
| Sous-total            | Sous-total            | Sous-total            | 68          | 4           | 9                     | 1                     | 11     | 2      | 88    | 7     |
| 2016                  | New York City FC      | MLS                   | 31          | 1           | 0                     | 0                     | 2      | 0      | 33    | 1     |
| 2017                  | New York City FC      | MLS                   | 23          | 1           | 1                     | 0                     | 2      | 0      | 26    | 1     |
| Sous-total            | Sous-total            | Sous-total            | 54          | 2           | 1                     | 0                     | 4      | 0      | 59    | 2     |
| 2018                  | D.C. United           | MLS                   | 27          | 0           | 1                     | 0                     | 1      | 1      | 29    | 1     |
| 2019                  | D.C. United           | MLS                   | 34          | 2           | 2                     | 0                     | 1      | 0      | 37    | 2     |
| 2020                  | D.C. United           | MLS                   | 19          | 2           | -                     | -                     | -      | -      | 19    | 2     |
| 2021                  | D.C. United           | MLS                   | 19          | 1           | -                     | -                     | -      | -      | 19    | 1     |
| Sous-total            | Sous-total            | Sous-total            | 99          | 5           | 3                     | 0                     | 2      | 1      | 104   | 6     |
| Total sur la carrière | Total sur la carrière | Total sur la carrière | 312         | 21          | 18                    | 1                     | 25     | 3      | 355   | 25    |